# 1230
Високе Середньовіччя •  Золота доба ісламу •  Реконкіста •  Хрестові походи •  Київська Русь •  Монгольська імперія

## Геополітична ситуація
На території колишньої Візантійської імперії існує кілька держав. Фрідріх II Гогенштауфен є імператором Священної Римської імперії (до 1250). У Франції править Людовик IX (до 1270).
Апеннінський півострів розділений: північ належить Священній Римській імперії, середню частину займає Папська область, більша частина півдня належить Сицилійському королівству. Деякі міста півночі: Венеція, Піза, Генуя тощо, мають статус міст-республік, частина з яких об'єднана Ломбардською лігою.
Південь Піренейського півострова в руках у маврів. Північну частину півострова займають християнські Кастилія, Леон (Астурія, Галісія), Наварра, Арагонське королівство (Арагон, Барселона) та Португалія. Генріх III є королем Англії (до 1272), а королем Данії — Вальдемар II (до 1241).
У Києві княжить Володимир Рюрикович (до 1235), у Галичі — Данило Романович, на Волині — Василько Романович, у Володимирі-на-Клязмі — Юрій Всеволодович. Новгородська республіка та Володимиро-Суздальське князівство фактично відокремилися від Русі. У Польщі період роздробленості. На чолі королівства Угорщина стоїть Андраш II (до 1235).
В Єгипті, Сирії та Палестині править династія Аюбідів, невеликі території на Близькому Сході утримують хрестоносці. У Магрибі держава Альмохадів почала розпадатися. Сельджуки окупували Малу Азію. Монгольська імперія поділена між спадкоємцями Чингісхана. У Китаї співіснують частково підкорена монголами держава чжурчженів, де править династія Цзінь, та держава ханців, де править династія Сун. Делійський султанат є наймогутнішою державою Північної Індії, а на півдні Індії домінує Чола. В Японії триває період Камакура.

## Події
- Землетрус у Києві (http://litopys.org.ua/synopsis/serap.htm%5B%5D)
- Волинський князь Данило Романович захопив Галич і взяв угорського королевича Андрія Андрійовича в полон.
- У Новгороді почав княжити Ростислав Михайлович.
- Імператор Священної Римської імперії Фрідріх II помирився з папою римським Григорієм IX. Як наслідок папа зняв з нього відчучення від церкви.
- Герцогом Австрії став Фрідріх II Бамберг.
- Тевтонський орден на чолі з великим магістром Германом фон Зальца розпочав війну проти прусів.
- Фернандо III об'єднав королівства Кастилію і Леон.
- Англійський король Генріх III висадився в Бретані, намагаючись повернути собі втрачені володіння Плантагенетів на території Франції.
- Болгарський цар Іван Асен II завдав поразки епірському деспоту Феодору в битві при Клокотниці. Епірський деспотат потрапив у залежність від Болгарського царства.
- Війська Румського султанату на чолі з Кей-Кубадом завдали поразки останньому з шахів Хорезму Джалал ад-Діну. Як наслідок династія перестала існувати.
- Почалося правління Вацлава I, короля Богемії.